# Blaine Gabbert
Blaine Gabbert (Ballwin, Misuri, Estados Unidos, 15 de octubre de 1989) es un jugador profesional de fútbol americano de la National Football League que juega en el equipo Kansas City Chiefs, en la posición de Quarterback.

## Carrera deportiva
Blaine Gabbert proviene de la Universidad de Misuri y fue elegido en el Draft de la NFL de 2011, en la ronda número 1 con el puesto número 10 por el equipo Jacksonville Jaguars.
Previamente ha jugado en los equipos Jacksonville Jaguars, San Francisco 49ers y Arizona Cardinals antes de fichar por los Titans.

## Estadísticas

### Temporada regular
|  | Denota temporada en la que fue campeón de la Super Bowl |

| Año   | Equipo | Partidos | Partidos | Partidos | Pase    | Pase    | Pase    | Pase    | Pase    | Pase    | Pase    | Pase    | Pase    | Carrera | Carrera | Carrera | Carrera | Fumbles | Fumbles |
| Año   | Equipo | PJ       | PT       | Récord   | Comp    | Att     | Pct     | Yds     | Avg     | TD      | Int     | Rate    | Sks     | Att     | Yds     | Avg     | TD      | Fum     | Lost    |
| ----- | ------ | -------- | -------- | -------- | ------- | ------- | ------- | ------- | ------- | ------- | ------- | ------- | ------- | ------- | ------- | ------- | ------- | ------- | ------- |
| 2011  | JAX    | 15       | 14       | 4-10     | 210     | 413     | 50.8    | 2,214   | 5.4     | 12      | 11      | 65.4    | 40      | 48      | 98      | 2.0     | 0       | 14      | 5       |
| 2012  | JAX    | 10       | 10       | 1-9      | 162     | 278     | 58.3    | 1,662   | 6.0     | 9       | 6       | 77.4    | 22      | 18      | 56      | 3.1     | 0       | 5       | 3       |
| 2013  | JAX    | 3        | 3        | 0-3      | 42      | 86      | 48.8    | 481     | 5.6     | 1       | 7       | 36.0    | 12      | 9       | 32      | 3.6     | 0       | 2       | 0       |
| 2014  | SF     | 1        | 0        |          | 3       | 7       | 42.9    | 38      | 5.4     | 1       | 0       | 100.0   | 0       | 1       | 5       | 5.0     | 0       | 0       | 0       |
| 2015  | SF     | 8        | 8        | 3-5      | 178     | 282     | 63.1    | 2,031   | 7.2     | 10      | 7       | 86.2    | 25      | 32      | 185     | 5.8     | 1       | 4       | 1       |
| 2016  | SF     | 6        | 5        | 1-4      | 91      | 160     | 59.6    | 925     | 5.8     | 5       | 6       | 68.4    | 11      | 40      | 173     | 4.3     | 2       | 0       | 0       |
| 2017  | ARI    | 5        | 5        | 2-3      | 95      | 171     | 55.6    | 1,086   | 6.4     | 6       | 6       | 71.9    | 23      | 22      | 82      | 3.7     | 0       | 7       | 2       |
| 2018  | TEN    | 8        | 3        | 2-1      | 61      | 101     | 60.4    | 626     | 6.2     | 4       | 4       | 74.9    | 6       | 0       | 0.0     | 0       | 2       | 0       | 0       |
| 2019  | TB     | No jugó  | No jugó  | No jugó  | No jugó | No jugó | No jugó | No jugó | No jugó | No jugó | No jugó | No jugó | No jugó | No jugó | No jugó | No jugó | No jugó | No jugó | No jugó |
| 2020  | TB     | 4        | 0        |          | 9       | 16      | 56.2    | 143     | 8.9     | 2       | 0       | 125.8   | 6       | 16      | 2.7     | 0       | 3       | 1       | 0       |
| Total | Total  | 60       | 48       | 13-35    | 851     | 1,514   | 56.2    | 9,206   | 6.1     | 50      | 47      | 72.3    | 139     | 182     | 647     | 3.6     | 3       | 33      | 11      |